# Princeton (Idaho)
Princeton es un lugar designado por el censo ubicado en el condado de Latah en el estado estadounidense de Idaho. En el Censo de 2010 tenía una población de 148 habitantes y una densidad poblacional de 89,29 personas por km².

## Geografía
Princeton se encuentra ubicado en las coordenadas 46°55′2″N 116°49′34″O / 46.91722, -116.82611. Según la Oficina del Censo de los Estados Unidos, Princeton tiene una superficie total de 1.66 km², de la cual 1.65 km² corresponden a tierra firme y (0.47%) 0.01 km² es agua.

## Demografía
Según el censo de 2010, había 148 personas residiendo en Princeton. La densidad de población era de 89,29 hab./km². De los 148 habitantes, Princeton estaba compuesto por el 97.3% blancos, el 0% eran afroamericanos, el 0% eran amerindios, el 0% eran asiáticos, el 0% eran isleños del Pacífico, el 0% eran de otras razas y el 2.7% pertenecían a dos o más razas. Del total de la población el 3.38% eran hispanos o latinos de cualquier raza.